# Doctor Who
Doctor Who (slovensko Doktor Kdo) je britanska znanstveno fantastična serija. Obsega 26 sezon klasičnih (1966-1989) in 12 sezon sodobnih (2005-danes) epizod ter film iz leta 1996. Z 853 epizodami je po 60 letih najdlje trajajoča znanstveno-fantastična serija na svetu.